# Eurybia halimede
Eurybia halimede is een vlindersoort uit de familie van de prachtvlinders (Riodinidae), onderfamilie Riodininae.
Eurybia halimede werd in 1807 beschreven door Hübner.